# 127 часов. Между молотом и наковальней
«127 часо́в. Ме́жду мо́лотом и накова́льней» (англ. Between a Rock and a Hard Place) — автобиографическая книга американского альпиниста Арона Ралстона, опубликованная в 2004 году. Повествует об инциденте, произошедшем в 2003 году, когда Арон во время спуска в каньон Блюджон в пустыне штата Юта оказался в смертельной ловушке на пять дней.

## Синопсис
В книге Ралстон рассказал о том, как во время путешествия в каньоне штата Юта его рука оказалась зажата валуном. Чтобы спастись, он ампутировал себе правую руку с помощью тупого мультитула.
Произведение затрагивает и детство Ралстона, его страсть к приключениям и то, что он оставил свою карьеру инженера в компании Intel.
В некоторые издания включены фотографии с места пребывания Арона в каньоне, различные снимки с прошлых экспедиций, о которых он говорит в книге, глоссарий альпинистского жаргона, карты каньона Блюджон и окрестностей в центральной и восточной частях Юты.

## Восприятие
Журнал Inc. отнёс книгу Ралстона к числу семи «великих книг о предпринимателях, которые не имеют никакого отношения к бизнесу».

## Экранизация
По этой книге в 2010 году режиссёром Дэнни Бойлом был снят фильм «127 часов» с Джеймсом Франко в роли Арона Ралстона. Картина была номинирована на шесть премий «Оскар», в том числе за лучший фильм и лучшую мужскую роль.